# Ганин, Владимир Николаевич (автогонщик)
Владимир Николаевич Ганин (1949 — 5 апреля 2018, Москва) — советский автогонщик. Мастер спорта международного класса.

## Карьера
В автоспорте с 1969 года. Выступал в раллийных автогонках. Тренировался у Э. С. Цыганкова, член сборной СССР по ралли. Бронзовый призер Чемпионата СССР. Многократный призер Чемпионатов и Кубков России, участник зарубежных соревнований. Обладатель Трофея РАФ. Золото на этапе Чемпионата Эстонии — ралли Эстония.  
Мастер спорта международного класса. 
В январе 1994 года совместно с  Сергей Курниковым - победитель международного авторалли "Русская зима".
В 2001 году получил звание «Ветеран автоспорта России».
В 2003 году выиграл зачёт Р12 чемпионата России по ралли, одержав четыре победы в пяти гонках.
Тренер-преподаватель высшей квалификации Центра Высшего Водительского Мастерства им. Цыганкова. Автор индивидуальной методики подготовки гонщиков и штурманов высшей квалификации в авторалли.
Умер 5 апреля 2018 года в Москве. Похоронен на Митинском кладбище.